# 名間茄苳神木公
23°49′53″N 120°42′44″E / 23.831496°N 120.712354°E
名間茄苳神木公，是位於臺灣南投縣名間鄉濁水村的茄苳樹，被當地人視為神樹。

## 狀況
名間鄉濁水村通往集集鎮的台16線員集路旁，有兩棵相距不到100公尺的雄株、雌株茄苳樹，其中茄苳公（雄株）依據縣府於1994年設置的珍貴老樹解說牌，胸圍6.5公尺，樹高25公尺、冠幅約200平方公尺。茄苳樹公管理委員會主委吳木火表示，民眾會讓兒子認此茄苳樹公當兒子，並配掛茄苳樹葉或花，以保平安。但因位於路旁，有車輛帶來灰塵與噪音，平常在樹下乘涼的村民或遊客很少。相傳1980年代，一名賽鴿人訓練賽鴿，車就停在此樹附近，鴿主放飛卻得第一名，他認為是老樹有靈氣，因而演布袋戲還願，因此酬神戲成老樹觀賞而成慣例。1995年間，村民蓋廟，將茄苳公稱為「茄苳神木」。其信眾也會與埔里茄苳樹王公、里港茄苳尊王和後壠仔茄苳公等茄苳公的信眾舉辦元宵會香。
原本茄苳公對面還有一排日治時期種植的樟樹，但1990年代末因拓寬道路全部砍除，茄苳公則因有祭祀獲得保留，引起住附近的畫家塗樹根抗議。

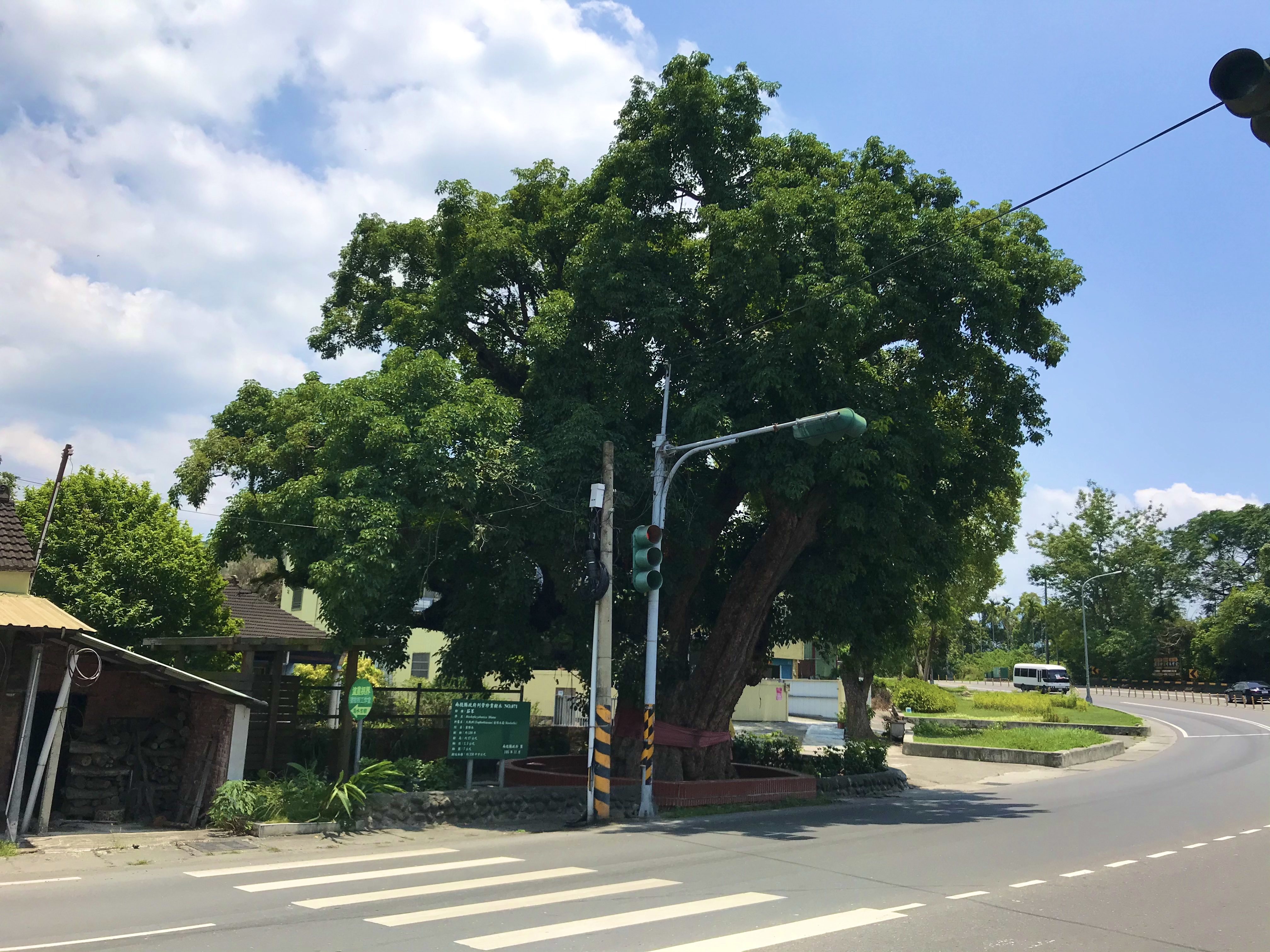
在台16線彎路的濁水茄苳媽。

附近的茄苳媽也被列為珍貴老樹，胸圍大於茄苳公，會開花與結果，但未建廟，也很少有人祭拜，對此濁水村長董瑞益在2002年5月14日說這是地方民眾的傳統習俗，無關重男輕女。至於作為雌株茄苳樹被設香案祭拜的，有台中市烏日區溪壩里的烏日茄苳娘。